# Lophochernes laciniosus
Lophochernes laciniosus är en spindeldjursart som först beskrevs av Albert Tullgren 1912.  Lophochernes laciniosus ingår i släktet Lophochernes och familjen tvåögonklokrypare. Inga underarter finns listade i Catalogue of Life.